# Брин-Маур-Скайвей (Вашингтон)
Брин-Маур-Скайвей (англ. Bryn Mawr-Skyway) — переписна місцевість (CDP) в США, в окрузі Кінг штату Вашингтон. Населення — 17 397 осіб (2020).

## Географія
Брин-Маур-Скайвей розташований за координатами 47°29′38″ пн. ш. 122°14′39″ зх. д. / 47.49389° пн. ш. 122.24417° зх. д. (47.493980, -122.244258).  За даними Бюро перепису населення США в 2010 році переписна місцевість мала площу 7,80 км², з яких 7,35 км² — суходіл та 0,45 км² — водойми.

## Демографія
Згідно з переписом 2010 року, у переписній місцевості мешкало 15 645 осіб у 5772 домогосподарствах у складі 3742 родин. Густота населення становила 2006 осіб/км².  Було 6189 помешкань (794/км²).
Расовий склад населення:
| - 31,4 % — чорних або афроамериканців - 29,6 % — білих - 27,1 % — азіатів - 0,8 % — вихідців з тихоокеанських островів - 0,8 % — корінних американців - 2,9 % — осіб інших рас |

До двох чи більше рас належало 7,2 %. Частка іспаномовних становила 7,7 % від усіх жителів.
За віковим діапазоном населення розподілялося таким чином: 24,2 % — особи молодші 18 років, 63,5 % — особи у віці 18—64 років, 12,3 % — особи у віці 65 років та старші. Медіана віку мешканця становила 37,5 року. На 100 осіб жіночої статі у переписній місцевості припадало 93,9 чоловіків;  на 100 жінок у віці від 18 років та старших — 91,5 чоловіків також старших 18 років.
Середній дохід на одне домашнє господарство  становив 76 344 долари США (медіана — 58 268), а середній дохід на одну сім'ю — 85 274 долари (медіана — 71 536). Медіана доходів становила 47 245 доларів для чоловіків та 40 884 долари для жінок. За межею бідності перебувало 13,9 % осіб, у тому числі 22,9 % дітей у віці до 18 років та 7,1 % осіб у віці 65 років та старших.
Цивільне працевлаштоване населення становило 7700 осіб. Основні галузі зайнятості: освіта, охорона здоров'я та соціальна допомога — 20,8 %, виробництво — 14,1 %, мистецтво, розваги та відпочинок — 9,9 %, роздрібна торгівля — 9,4 %.